# Konrad O’Rourke
Konrad O’Rourke (ur. ok. 1542, zm. prawdopodobnie 13 sierpnia 1579 w Killmallock) – irlandzki kapłan franciszkanin, męczennik, błogosławiony Kościoła katolickiego.
Pochodził z rodziny szlacheckiej. Towarzyszył przyszłemu biskupowi Patrykowi O’Healy w klasztorze w Dromahair. W 1579 wrócił do Irlandii. Został aresztowany w Limerick. Skazał go trybunał wojskowy bez żadnego procesu. Prawdopodobnie powieszono go razem z biskupem Patrykiem O'Healy 13 sierpnia 1579.
Beatyfikowany przez papieża Jana Pawła II 27 września 1992 w grupie 17 męczenników irlandzkich.